# Vardia

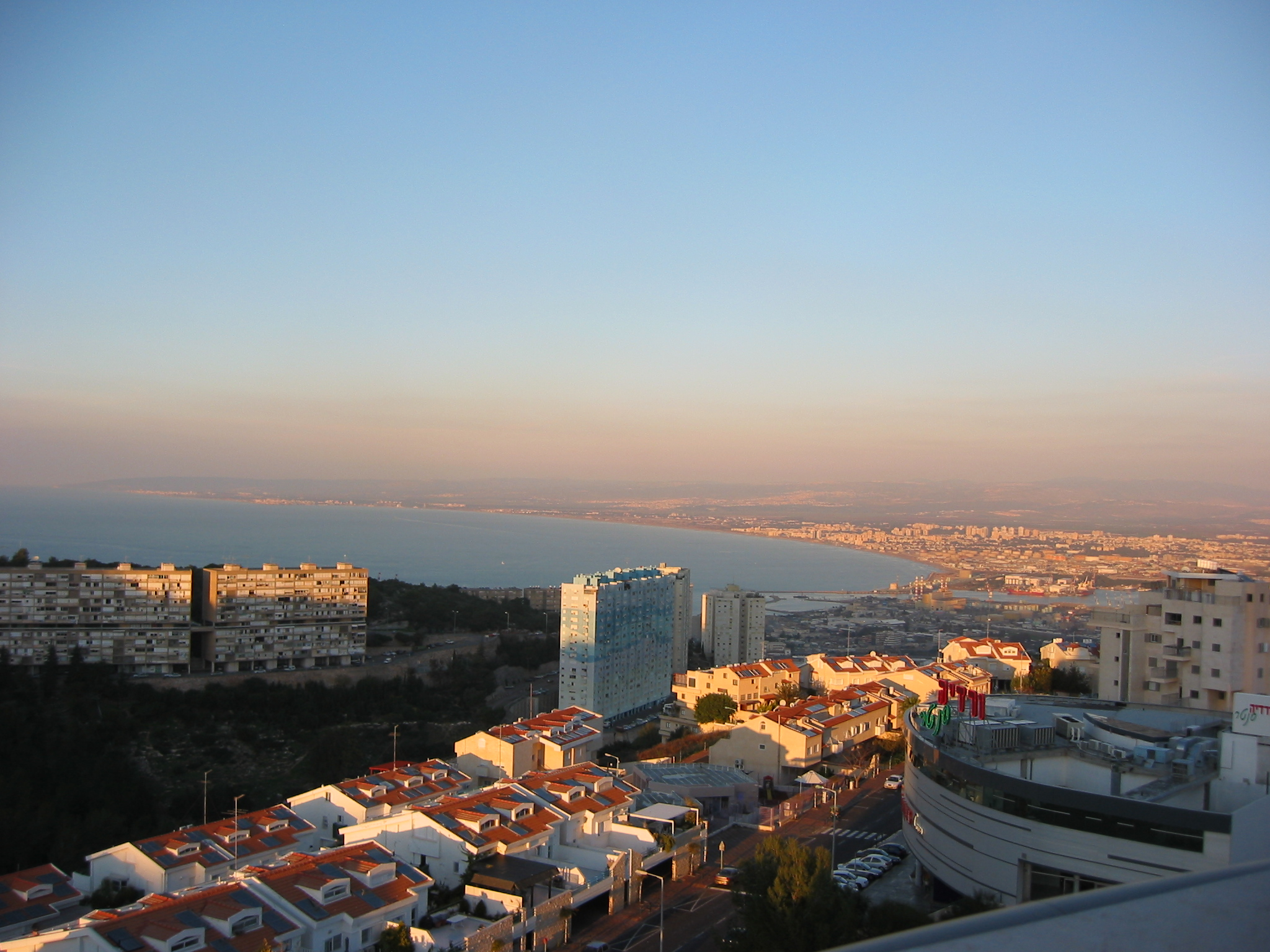
Anochecer en Vardia, Haifa

Vardia (en hebreo: ורדיה‎) es un barrio de la ciudad de Haifa, Israel. 
Establecida en la década de 1980, Vardia está localizada a lo alto del Monte Carmelo, entre Hadar HaCarmel y Ramat Ben Gurion. Los bosques de pinos que rodean la zona son un sitio popular para la recreación familiar y el senderismo. Varios sitios arqueológicos y las ruinas de casas de piedra de hace varios siglos fueron descubiertos en las colinas. Las torres residenciales en este elegante barrio ofrecen una vista panorámica de la Bahía de Haifa.